# Маркар Агаджанян
Маркар Агаджанян (вірм. Մարգար Աղաջանեան, перс. مارکار آقاجانیان; нар. 4 березня 1965, Тегеран, Іран) — іранський футболіст та тренер вірменського походження.

## Життєпис
Агаджанян значну частину своєї кар'єри провів у тегеранському «Арараті». Згодом виступав у складі інших тегеранських клубах, найвідомішим серед яких був ПАС, в складі якого в дебютному для себе сезоні виграв Іранську Про Лігу.
З відходом Гумана Афазелі, Агаджанян став головним тренером клубу «Дамаш Доруд» з Ліги Азадеган. Проте на сезон 2010/11 років керівництво клубу вирішило не продовжувати контракт з Маркаром.
Агаджанян також працював у тренерському штабі національної збірної Вірменії, а також був помічником головного тренера збірної на Чемпіонаті світу 2014 року.